# Dones a l'Argentina
La situació de les dones a l'Argentina ha canviat significativament després del retorn de la democràcia el 1983, i han assolit un nivell relativament alt d'igualtat. En l'informe global sobre la diferència de gènere preparat pel Fòrum econòmic mundial de 2009, les dones argentines van ocupar el lloc 24 entre 134 països estudiats en termes d'accés als recursos i oportunitats en relació amb els homes. Gaudeixen d'uns nivells d'educació comparables, i una mica més alts que els seus homòlegs masculins. Són integrades en la vida cultural i intel·lectual de la nació, encara que menys en l'economia nacional. La seva influència econòmica en relació amb els homes és més alta que en la majoria dels països d'Amèrica Llatina, però, moltes dones argentines ocupen càrrecs importants en el món corporatiu argentí.; Entre les més conegudes hi ha Cris Morena, propietària de la companyia de producció de televisió amb el mateix nom, María Amalia Lacroze de Fortafat, exdirectora i majoritària de Loma Negra, el principal fabricant de ciment de la nació, i Ernestina Herrera de Noble, directora del Grupo Clarín.
No obstant això, les dones argentines continuen enfrontant-se a nombrosos reptes sistèmics comuns als d'altres nacions. Entre les desigualitats més importants hi ha els problemes de violència domèstica, obstacles a la persecució de la violació, assetjament sexual freqüent i la persistent bretxa salarial.

## Context històric

### Seglexix
A principis del segle xix, la Corona de Castella va governar la regió que ara abasta els països de l'Argentina, l'Uruguai i el Paraguai, a través del Virregnat del Riu de la Plata, amb capital a Buenos Aires. Amb la invasió napoleònica d'Espanya el 1808, les zones del virregnat es van rebel·lar.
Un dels participants en les guerres per la independència va ser Juana Azurduy, que ara és honrada tant a Bolívia com a l'Argentina per la seva contribució a la independència de l'Argentina. El 2009, la presidenta argentina Cristina Fernández de Kirchner va ascendir Azurduy del rang de tinent coronel a general de l'exèrcit argentí. L'exèrcit argentí va nomenar un regiment d'infanteria amb seu a la regió nord de Salta amb el nom de «Generala Juana Azurduy». El juny de 2014, es va llançar un bitllet argentí de 10 pesos amb la imatge d'Azurduy.

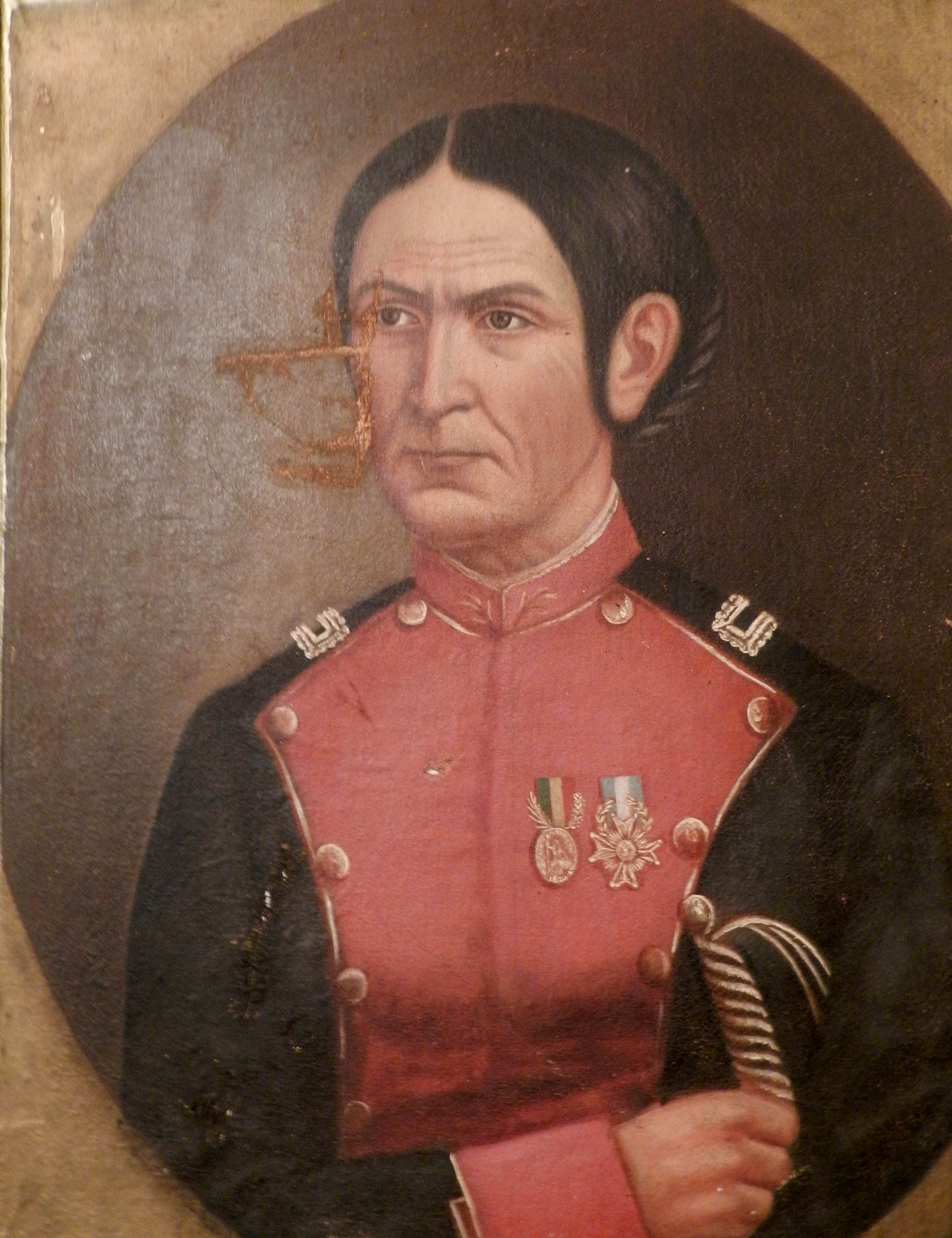
Juana Azurduy de Padilla, va liderar els lluitadors per la independència a la regió del Riu de la Plata
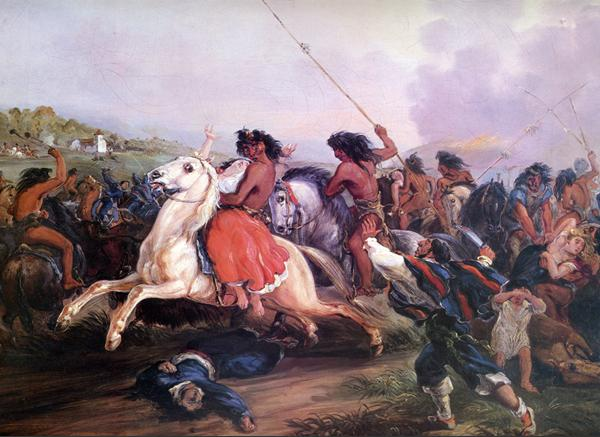
Segrest d'una dona argentina blanca, Doña Trinidad Salcedo, pels araucans. Quadre de Johann Moritz Rugendas
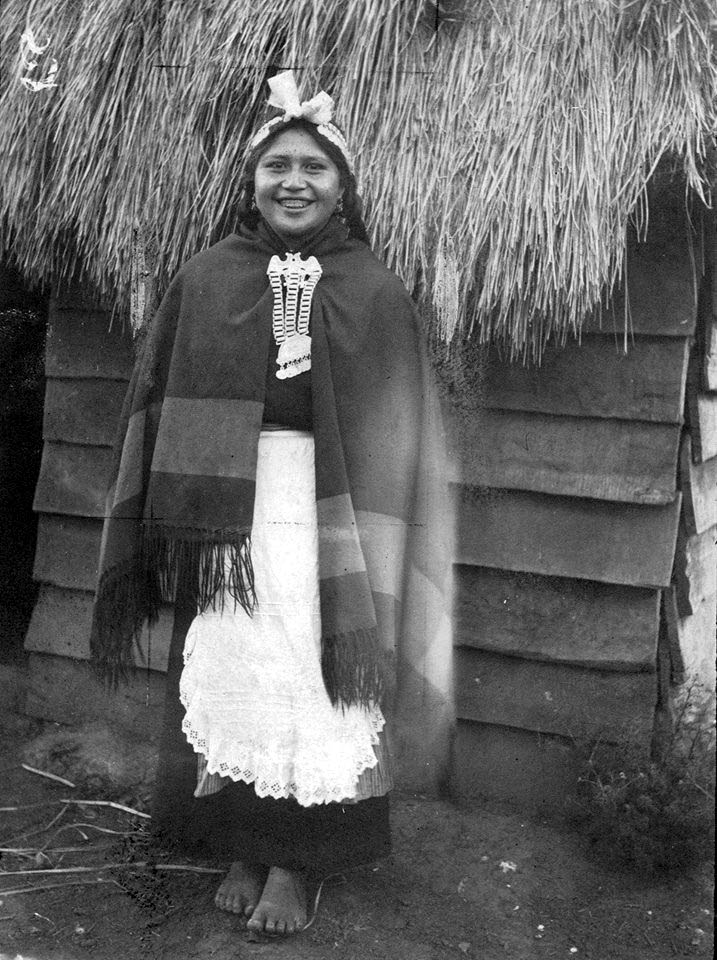
Dona maputxe amb roba tradicional

L'Argentina a principis del segle xix tenia poques ciutats, però el port de Buenos Aires ja era un port important a final del segle xviii. Les zones rurals de l'Argentina estaven escassament poblades pels indígenes maputxes i gautxos (homes mestisos que caçaven bestiar salvatge per les seves pells i per fer carn seca). Havien poques dones no-indígenes a les grans pampes argentines, i eren representades en l'art com a vulnerables al segrest per indis «bàrbars».

### Seglexx
Durant la dècada del 1930, Fanny Edelman, líder comunista, membre de les Brigades Internacionals en defensa de la Segona República Espanyola, es va convertir en una figura internacional que representava el comunisme i el feminisme. Va participar en la creació de la Unió de Dones de l'Argentina el 1937, i el 1972 va esdevenir cap de la Federació Democràtica Internacional de Dones. Va ser presidenta honorària del Partit Comunista de l'Argentina fins a la seva mort el 2011.

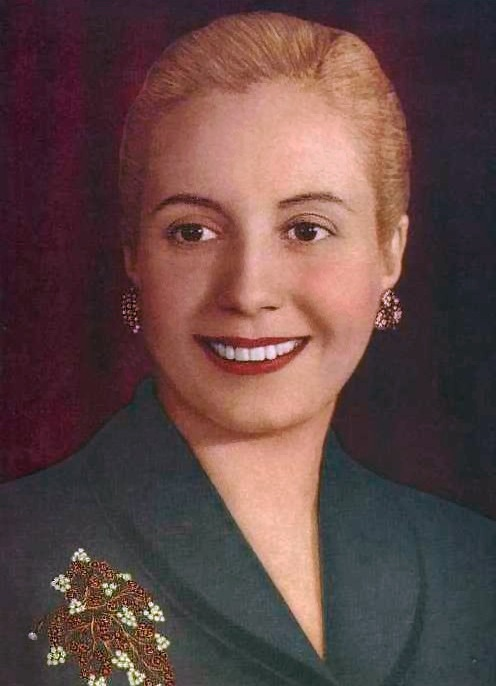
Eva Perón, 1947
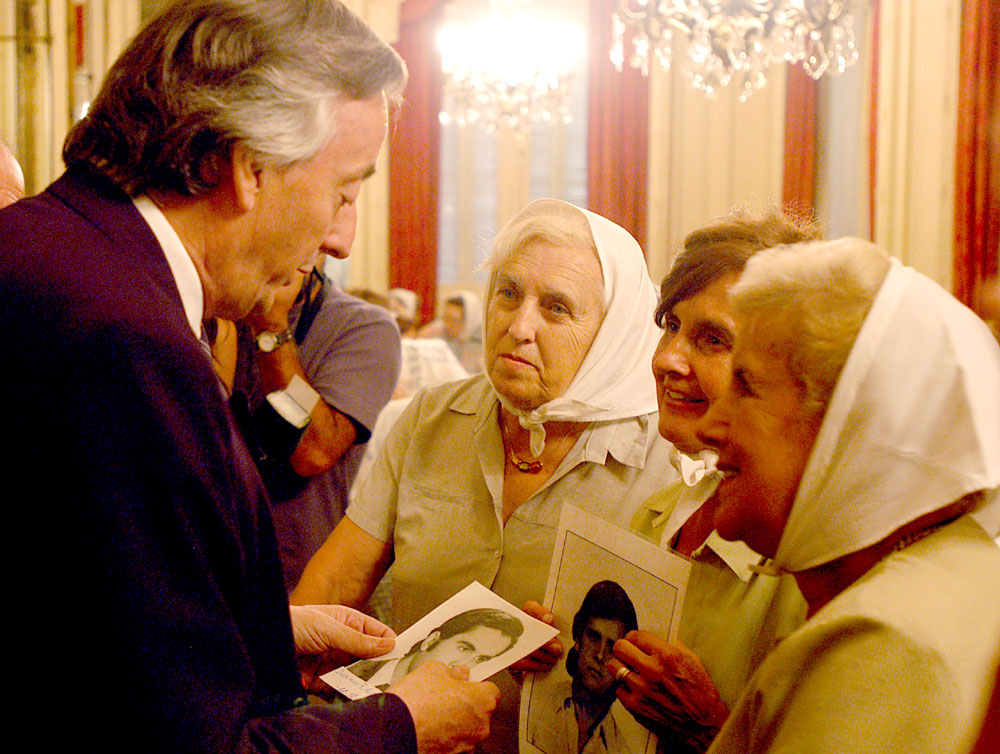
Les Mares de la Plaça de Mayo amb el president Néstor Kirchner
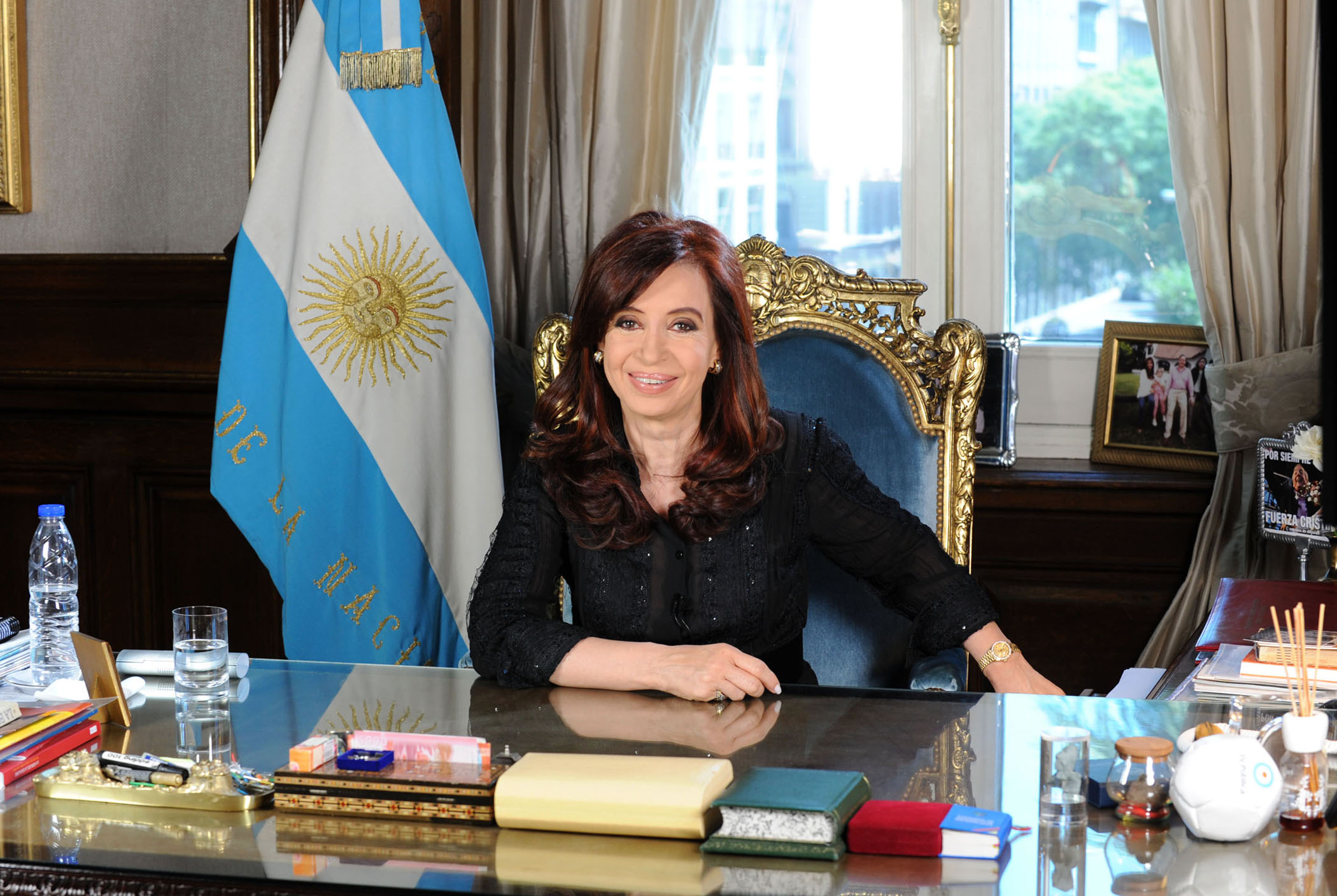
L'expresidenta de l'Argentina Cristina Fernandez de Kirchner, 2010

Després de la promulgació per part del president Juan Perón del sufragi femení el 1949, la primera dama Eva Perón va dirigir el Partit de la Dona Peronista fins a la seva mort el 1952. Va ajudar a millorar el paper de les dones en la societat argentina.
Les dones van tenir un paper important tant com a seguidores com a detractores del Procés de Reorganització Nacional, l'última dictadura argentina, a la dècada del 1970, i l'establiment de les Mares de la Plaça de Mayo (un grup de defensa liderat per mares dels desapareguts), va ser fet per Azucena Villaflor de Vicenti i, sobretot, altres dones, sobre la base que serien menys propenses a ser els objectius de repressió (Villaflor de Vicenti i les seves companyes fundadores de 1977).
Els drets de la dona a l'Argentina van progressar de manera significativa després del retorn de la democràcia el 1983. El president Raúl Alfonsín va signar lleis el 1987 que limitaven Patria potestates (l'autoritat donada a un pare per tractar als membres de la llar, en particular als nens), va legalitzar el divorci el que va resoldre l'estatus legal de tres milions d'adults que vivien en separació legal.
La llei argentina de paritat de gènere signada pel president Carlos Menem el 1991 estableix que un terç dels membres de les dues cambres del congrés han de ser dones, un objectiu assolit a través de llistes electorals equilibrades. El 2006, hi havia 29 dones al Senat de 72 escons, 86 dones a la Cambra de Diputats argentina de 257 escons, dues dones del Tribunal Suprem i tres dones al gabinet presidencial. La presidenta de l'Argentina, Cristina Fernández de Kirchner, va ser elegida el 2007.

## La vida familiar
Pel que fa a l'organització de la vida familiar, l'Argentina té una història de conservadorisme social, i la influència del catolicisme a l'Argentina ha estat molt forta al llarg del segle xx.
El divorci no HI va ser legalitzat fins al 1987, i va ser el resultat d'una lluita entre diferents governs i grups conservadors, majoritàriament connectats a l'Església Catòlica, que va durar tot un segle. El 1987, el president Raúl Alfonsín va aprovar la llei del divorci, després d'una sentència del Tribunal Suprem. La nova llei també preveia la igualtat entre l'esposa i l'espós. EDesprés, només quedaven tres països llatinoamericans que prohibien el divorci (Paraguai i Colòmbia, que el van legalitzar el 1991, i Xile que el va legalitzar el 2004).
L'adulteri va ser despenalitzat el 1995. A més, un nou Codi Civil i Comercial, que modernitzava el dret de família, va entrar en vigor a l'agost de 2015.

## La violència domèstica
La violència contra les dones hi és un greu problema. Amnistia Internacional va informar el febrer de 2012 que hi moria una dona cada dos dies com a resultat de la violència domèstica. L'organització de la societat civil La Casa del Encuentro va informar que entre gener i setembre de 2013, 209 dones van morir com a resultat de la violència domèstica o de gènere.
El 2009, Argentina va promulgar Ley de Protección integral para prevenir, sanar y erradicar la viola contra las mujeres en los ámbitos en que desarrollen sus relacion es interpersonales (Llei 26.485).

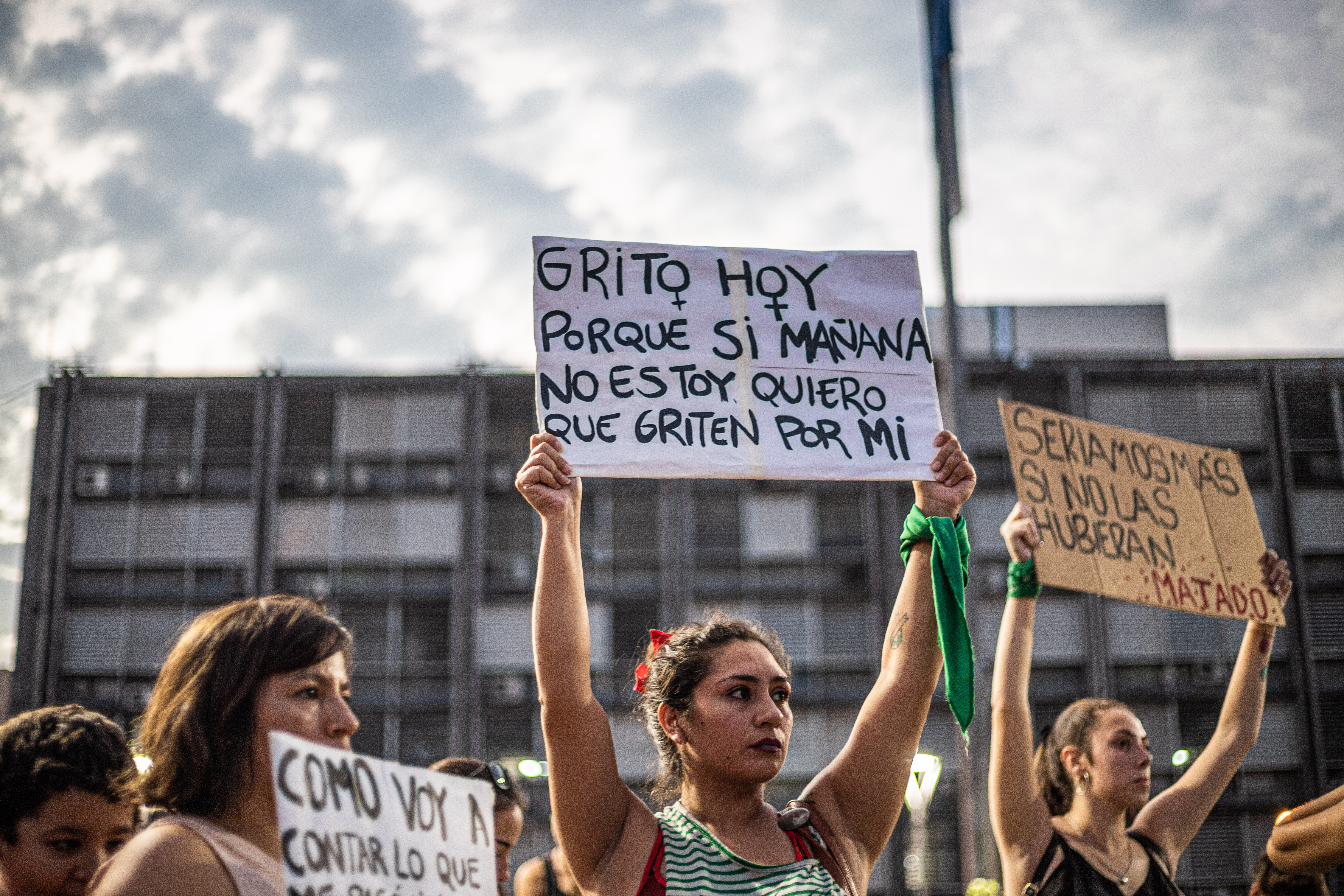
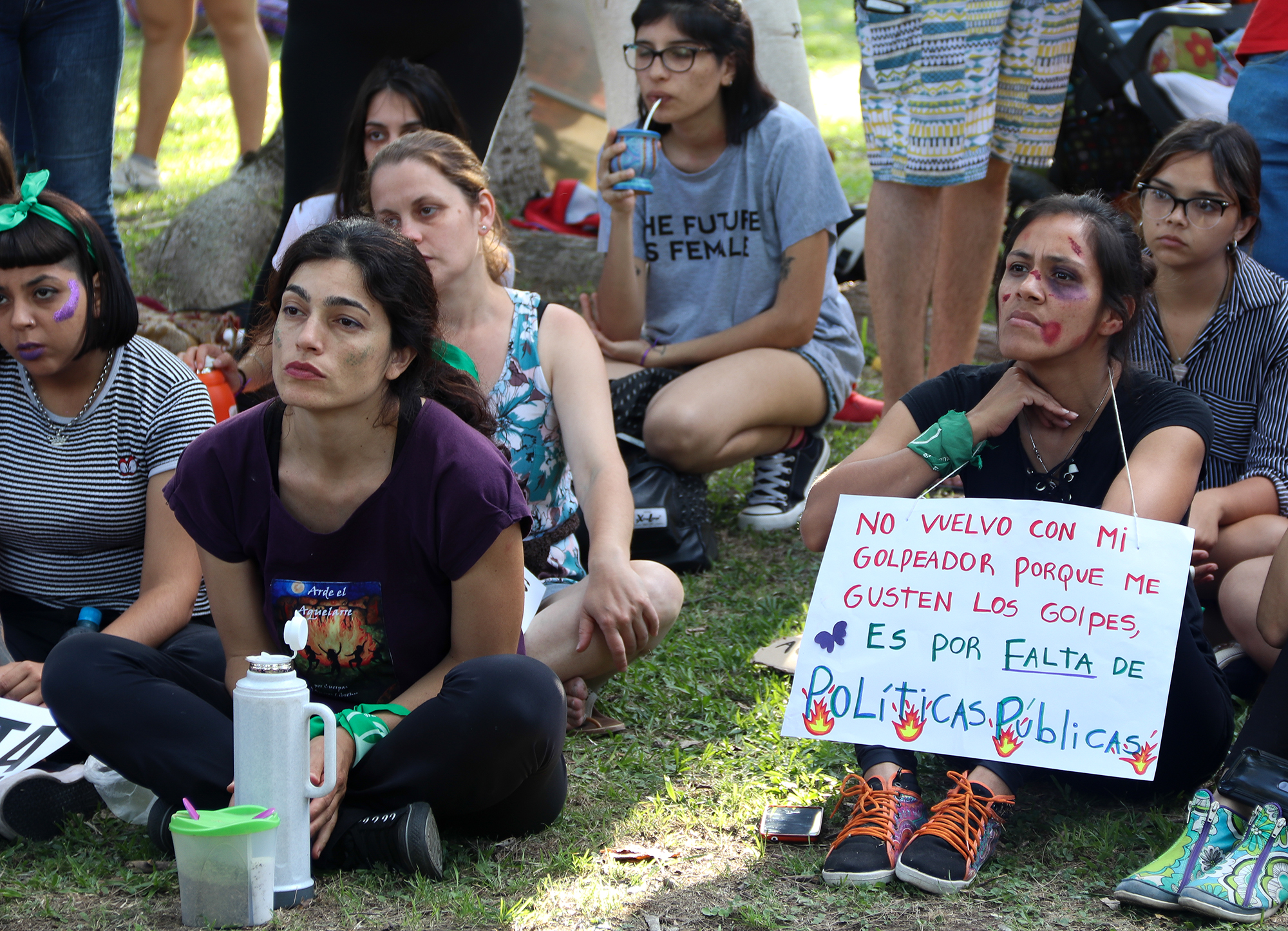
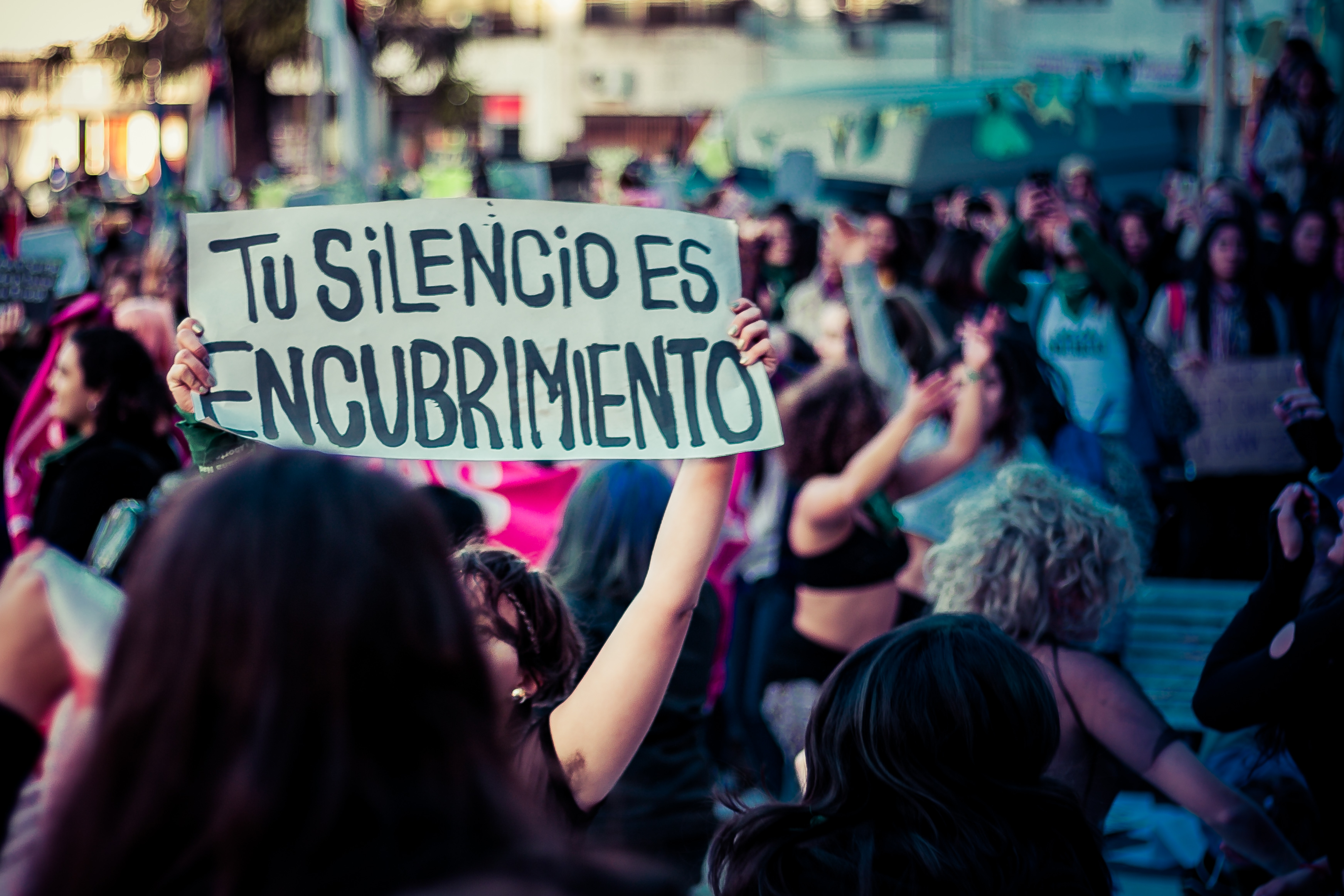
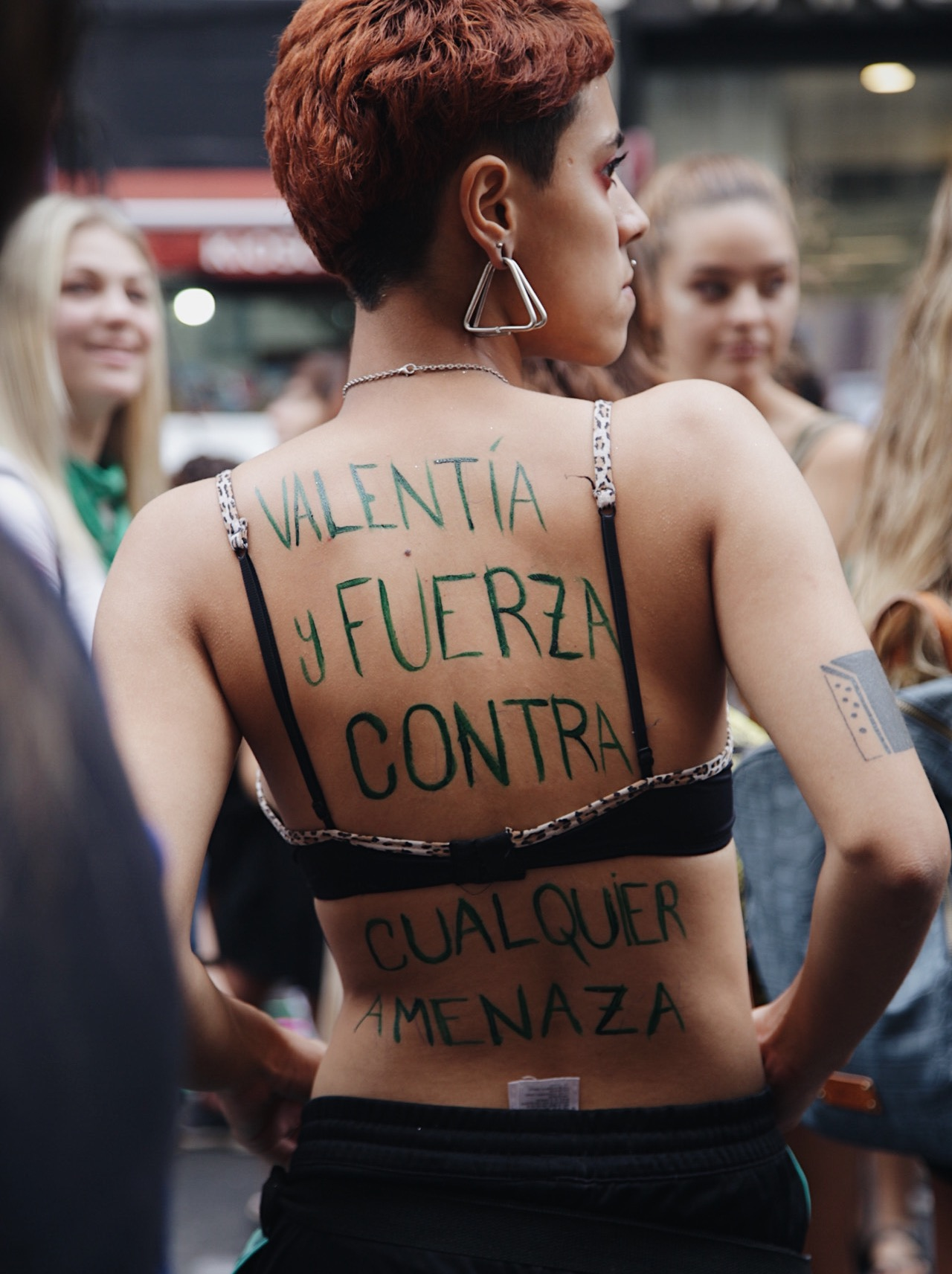

Al novembre de 2012, el Congrés va aprovar una llei anti-feminicida que imposa sancions més estrictes als autors que maten les seves cònjuges, parelles o filles com a conseqüència de la violència de gènere.
D'acord amb l'informe del món de 2018 de la Human Rights Watch, hi va haver 254 feminicidis el 2016, però només se'n van condemnar 22 assassinats.

## Assetjament sexual i violació
L'assetjament sexual al sector públic està subjecte a mesures disciplinàries o correctives. En algunes jurisdiccions, com la Ciutat de Buenos Aires, pot conduir a l'acomiadament de l'abusador, però en unes altres, com a la província de Santa Fe, la pena màxima és de cinc dies de presó.
La llei prohibeix la violació, inclosa la violació conjugal. La necessitat de proves, ja sigui en forma de lesions físiques clares o el declaracions d'un testimoni, en dificulten la persecució. Els defensors dels drets de les dones han acusat la policia, els hospitals i els tribunals d'actituds hostils vers les víctimes de violència sexual.
La llei de 2009 sobre la violència contra les dones (Llei 26.485) té disposicions exhaustives contra la violència sexual, inclosa la violència sexual dins del matrimoni (en particular l'apartat 3 de l'article 5):
| « | ARTICLE 5è Tipus (...) 3.- sexual: Qualsevol acció que impliqui la vulneració en totes les seves formes, amb o sense accés genital, del dret de la dona de decidir voluntàriament sobre la seva vida sexual o reproductiva a través d'amenaces, coerció, ús de la força o intimidació, incloent la violació dins el matrimoni o d'altres relacions vinculars o de parentiu, hi hagi o no convivència, així com la prostitució forçosa, explotació, esclavitud, assetjament, abús sexual i tràfic de dones. | » |

Abans d'un canvi de llei el 1999, les ofenses sexuals van ser classificades com a «Delictes contra l'honestedat», i el concepte de «dona més honrada» va aparèixer en certs delictes sexuals. La Llei 25.087 de 1999 va reformar la legislació, i va canviar el seu nom a «Delictes contra la integritat sexual».

## El tràfic humà a l'Argentina
Mentre que la prostitució individual és legal a l'Argentina, la promoció, la facilitació o la imposició de persones a la prostitució és il·legal. Argentina és una font, trànsit i país de destinació per al tràfic sexual de dones. Les víctimes del tràfic sexual sovint provenen del Paraguai i de la República Dominicana.

## La bretxa salarial de gènere
Tot i que de la promulgació del Codi Civil Argentí de 1869, tots els ciutadans són considerats iguals, i la Constitució de l'Argentina també estableix a la Secció 16 que:
| « | La Nació Argentina no admet ni sang ni prerrogatives de naixement: no hi ha privilegis personals ni articles de noblesa. Tots els seus habitants són iguals davant la llei i són admissibles per a l'ocupació sense cap altre requisit que la seva capacitat. La igualtat és la base de la fiscalitat i les càrregues públiques. | » |

les dones sovint troben discriminació salarial i tenen un nombre de llocs de treball de baixa remuneració de manera desproporcionada.

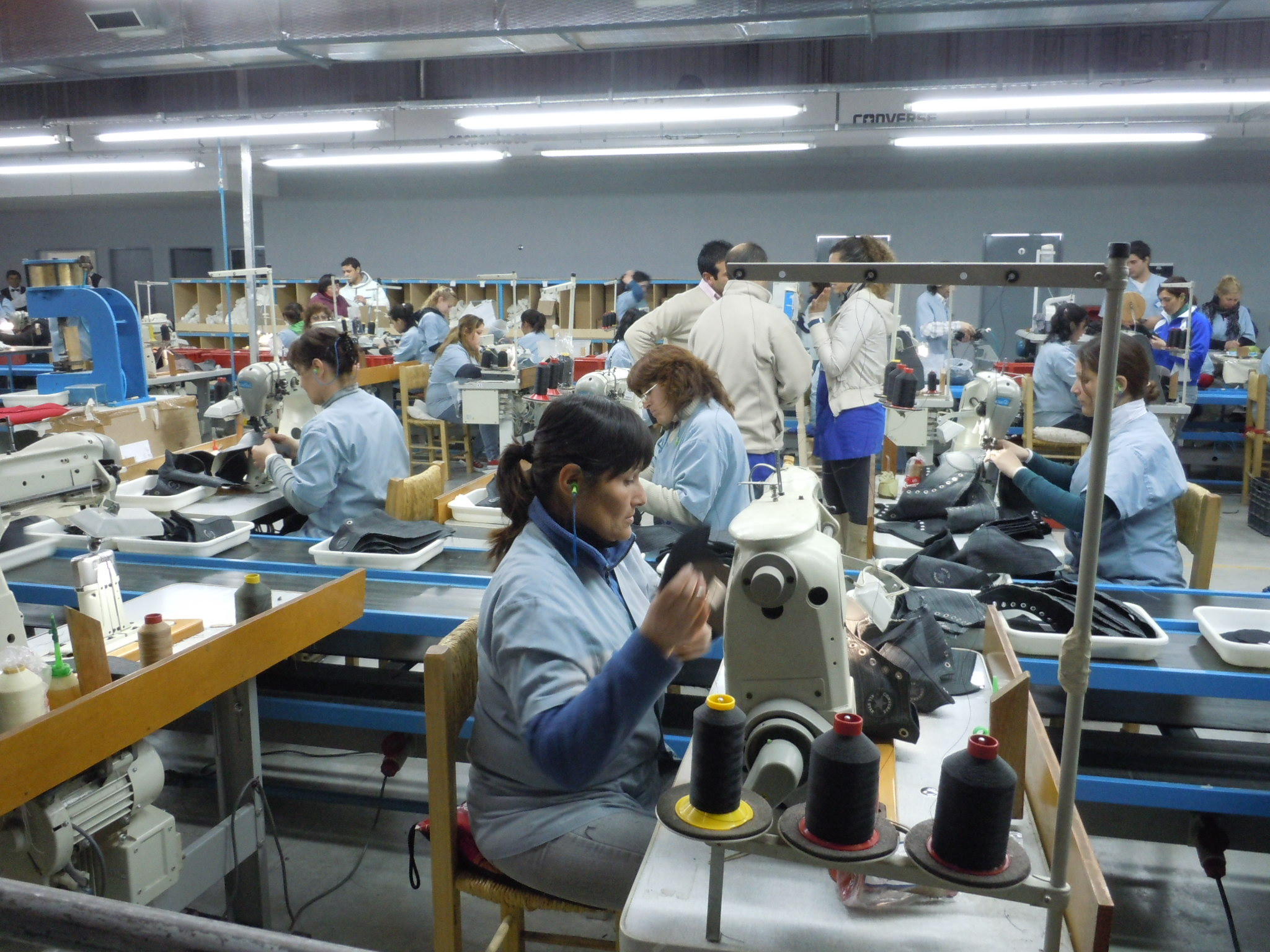
Dones treballadores en una fàbrica de sabatilles esportives a Las Flores, província de Buenos Aires, Argentina.
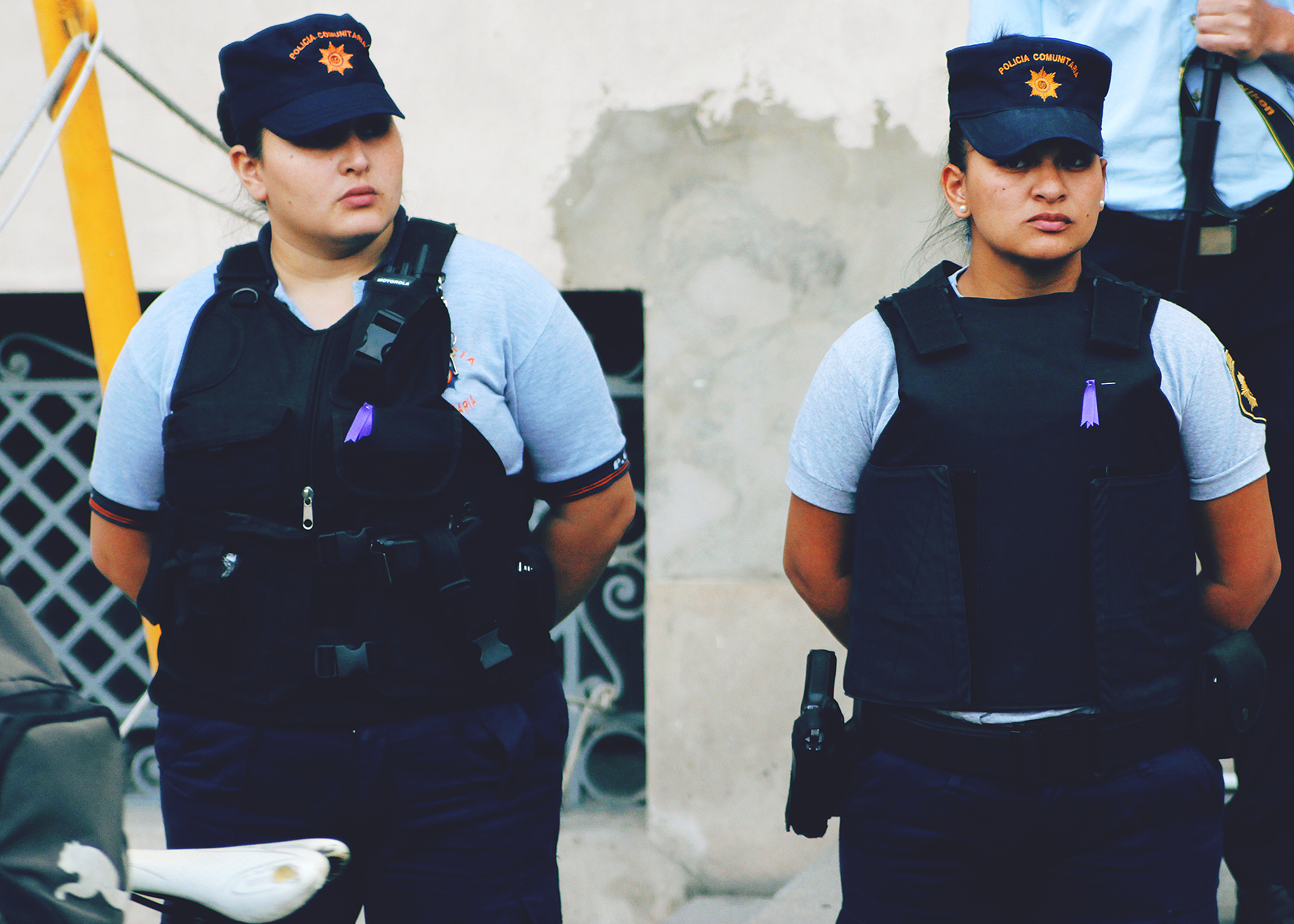
Policíes argentines
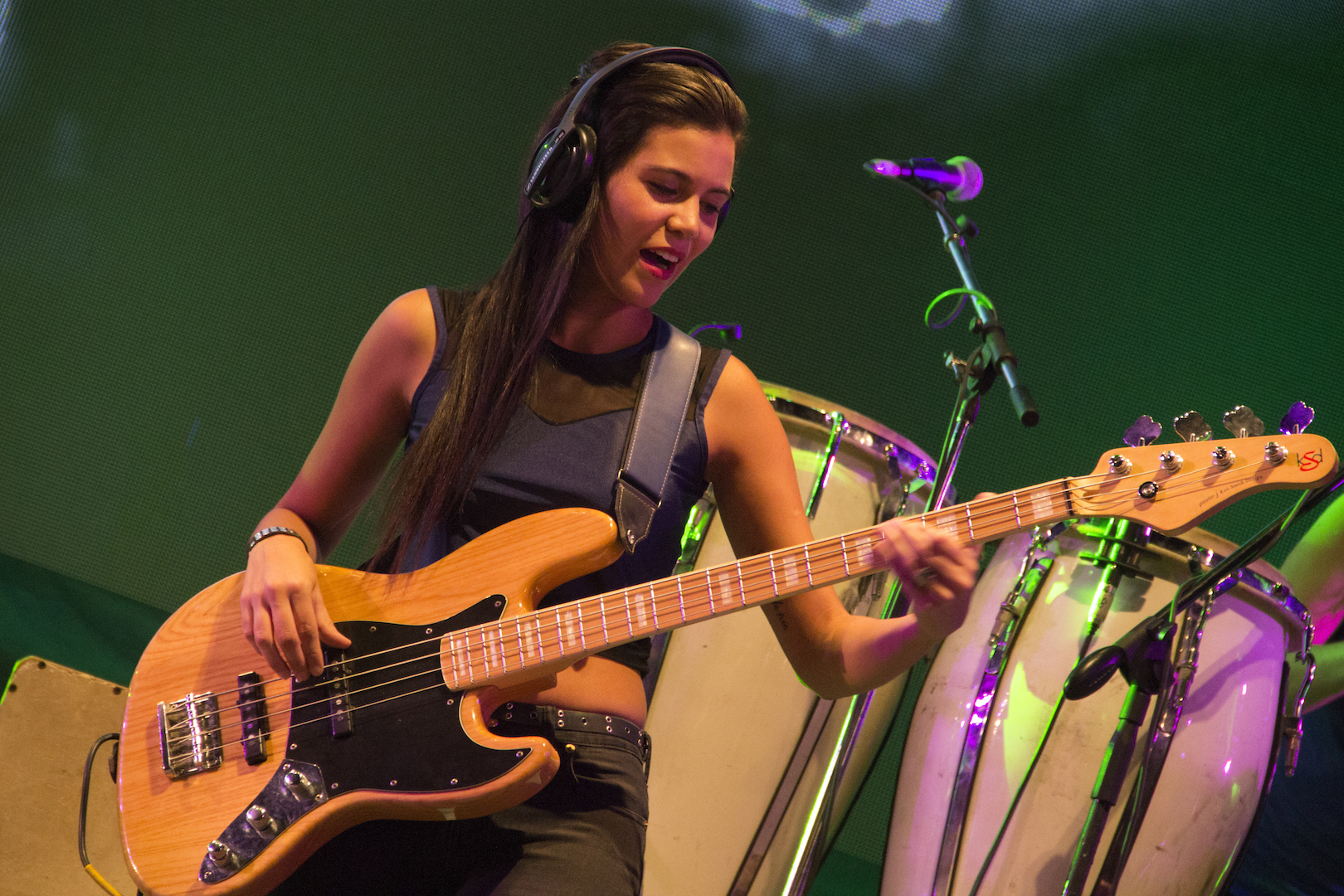
La cantant i baixita argentina Nerina Nicotra

Aproximadament el 70% de les dones ocupades fora de la llar ho han en treballs no qualificats, encara que més dones que homes tenen títols universitaris. Segons un estudi de 2007 de la Fundació per a la Recerca Econòmica Llatinoamericana (FIEL), els homes guanyaven un 5% més que les dones per un treball equivalent a temps complet a l'àrea de la Gran Buenos Aires, i van obtenir un 21% més que les dones per un treball equivalent a temps parcial, un desequilibri explícitament prohibit per la llei: per la discriminació basada en el gènere es pot condemnar fins a tres anys de presó.

## Restriccions a l'avortament
L'avortament a l'Argentina continua estant prohibit, i només és legal en casos de violació, o on la vida de la mare està en perill. A més, el Codi Penal argentí va ser modificat el 2008 per a imposar sancions més estrictes contra les dones que busquen un avortament, així com contra qualsevol personal mèdic implicat en l'acte.

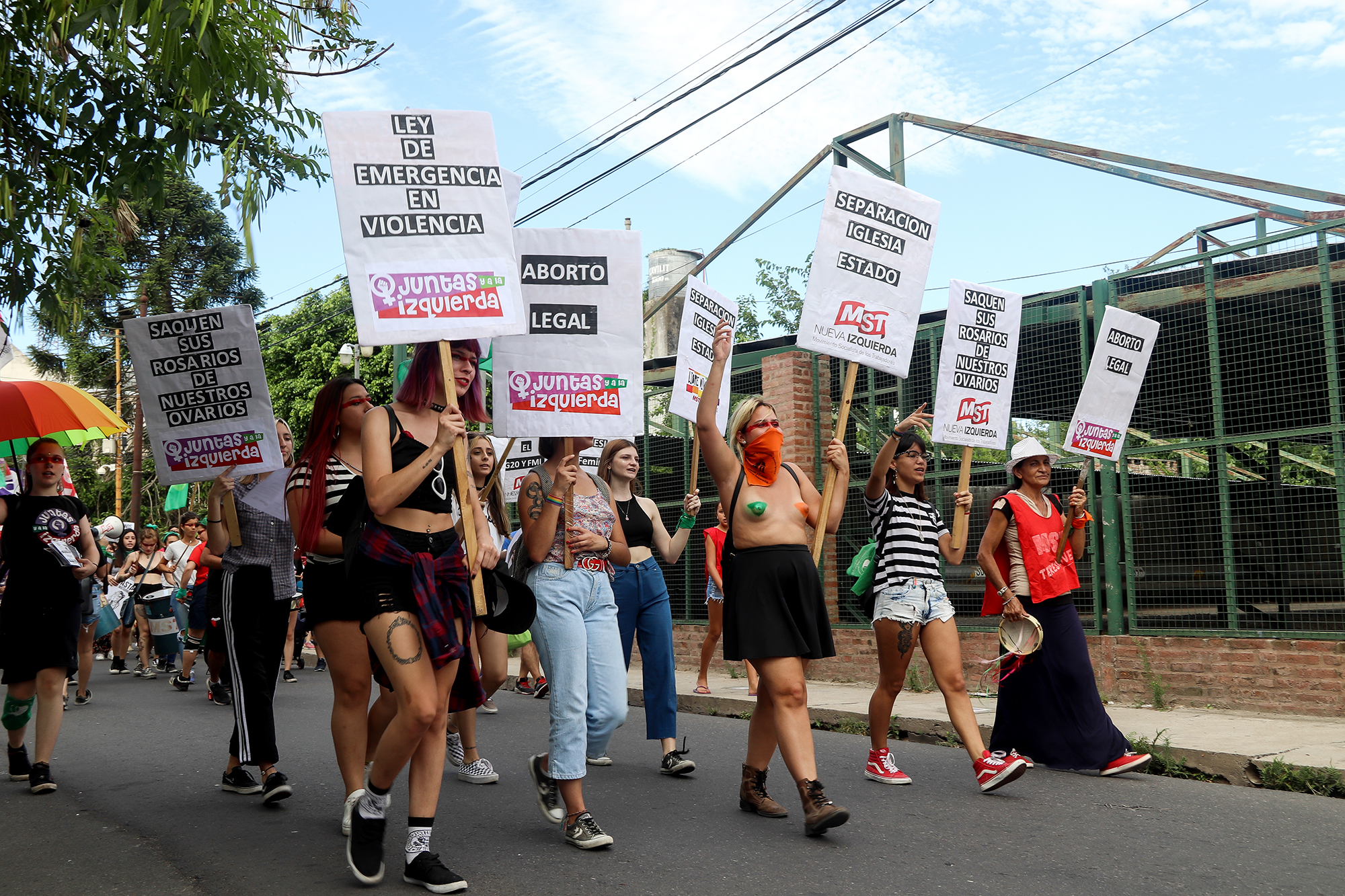
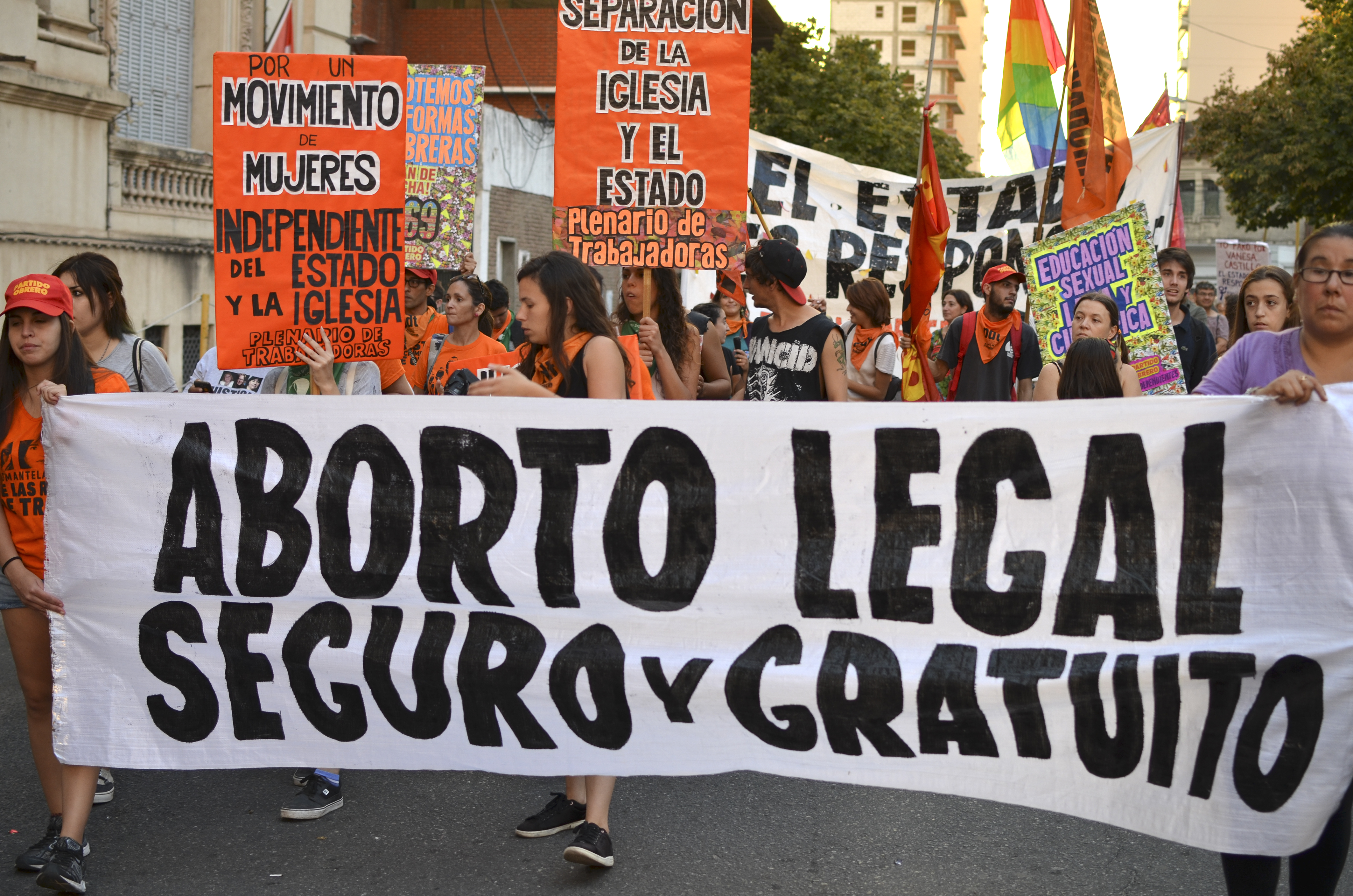
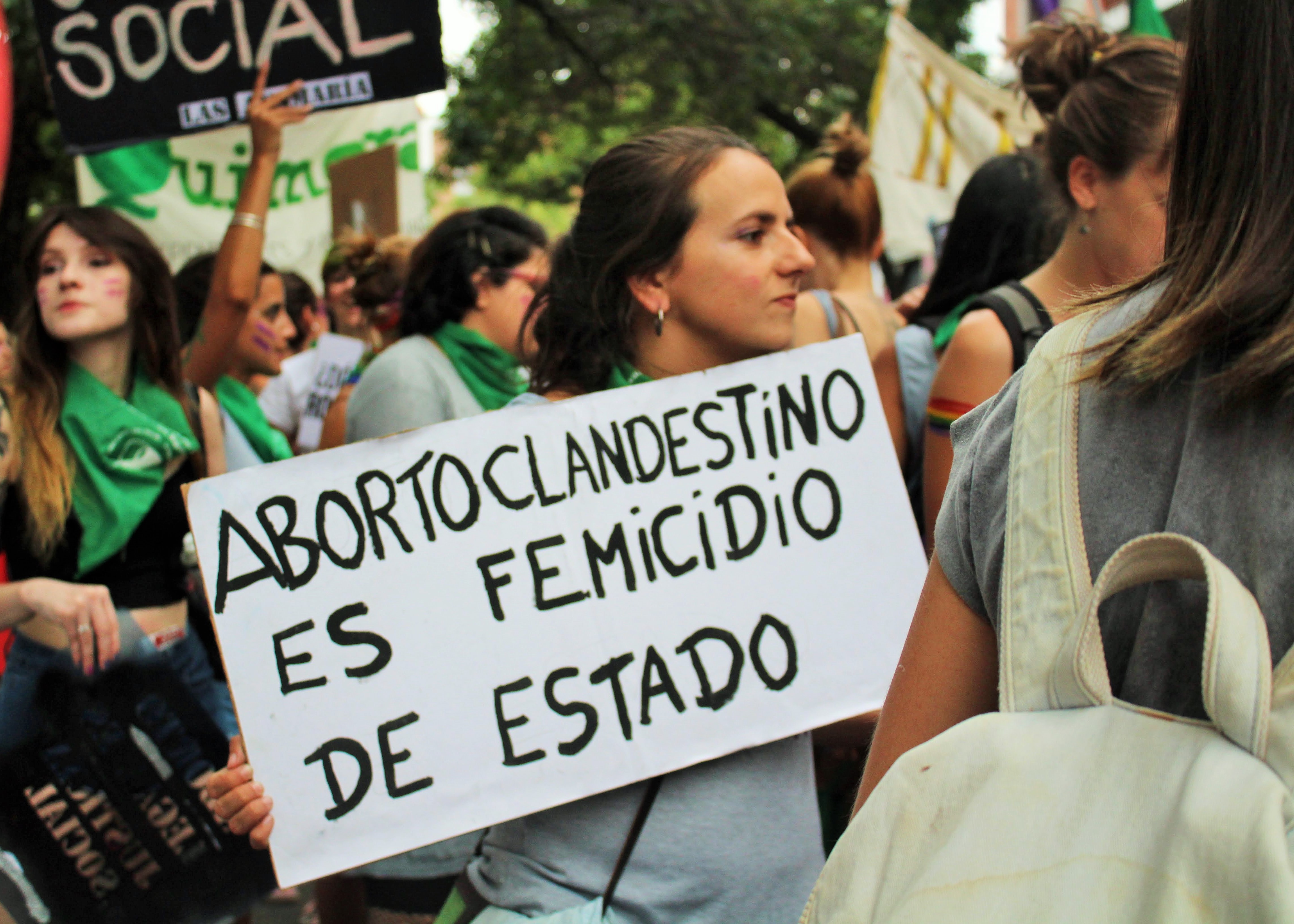

Malgrat aquestes limitacions, s'estima que es realitzen anualment 500.000 avortaments a l'Argentina (en comparació amb al voltant de 700.000 nascuts vius), el que resulta en almenys 10.000 hospitalitzacions a causa de complicacions (les estimacions varien àmpliament), i al voltant de 100 mortes (un terç de tota la mortalitat materna).

## Drets reproductius i anticonceptius
Tradicionalment, l'accés als anticonceptius ha estat limitat durant molt de temps per una successió de governs argentins, que en lloc d'això van recompensar a les grans famílies amb subvencions que augmentaven de manera desproporcionada amb el setè fill.
Tot i que les dones argentines han tingut durant molt de temps entre les taxes de natalitat més baixes d'Amèrica Llatina (amb 2,3 naixements per dona en els últims anys), la política ha tendit a fomentar taxes de natalitat més altes en els estrats més baixos de la societat (incloent les dones menys capaces de sostenir grans famílies).
Els anticonceptius són àmpliament utilitzats per dones argentines sexualment actives, els condons que són utilitzats per homes argentins i una varietat de productes de control de natalitat es poden obtenir lliurement en farmàcies; el govern argentí va començar la seva distribució lliure el 2003. En general, les parelles i els individus tenen dret a decidir lliurement el nombre dels fills i quan els volen tenir, i tenen accés a la informació i els serveis de salut reproductiva. La llei requereix que el govern proporcioni anticonceptius gratuïts.

## Les dones en la política
Tradicionalment, la política era vista com un domini masculí. Els rols legals i socials de les dones a l'Argentina van ser dictats principalment per la Llei Espanyola (que es basava en el dret romà) i per l'Església Catòlica. Com a tal, les dones eren subordinades primer als seus pares i després als seus marits. No obstant això, avui les dones tenen una presència notable en la política argentina, i constitueixen més d'un terç del parlament. Argentina ha tingut dues presidentes: Isabel Martínez de Perón i Cristina Fernández de Kirchner.

## Advocacia i dret internacional
El Consell Nacional de Dones duu a terme programes per promoure la igualtat d'oportunitats socials, polítiques i econòmiques per a les dones. El Consell treballa amb el representant especial per a temes internacionals de dones, el Ministeri de Treball i organitzacions sindicals i empresarials per formar el Comitè Tripartit d'Igualtat d'Oportunitats per a Homes i Dones en el Treball, que busca fomentar la igualtat de tracte i oportunitats per a homes i dones en el mercat laboral.
El 1985, l'Argentina va ratificar la Convenció sobre l'eliminació de totes les formes de discriminació contra la dona (CEDAW). El 1994, la Convenció Constituent Nacional va incorporar la ratificació de la CEDAW al text de la nova constitució. Durant la dècada del 1990, algunes lleis van començar a fer front a la violència domèstica, potenciant les agències policials i les autoritats judicials provincials per establir mesures preventives. Encara que el Govern de l'Argentina va ratificar la Convenció Interamericana per a la Prevenció, la Sanció i l'Erradicació de la Violència contra la Dona el 1996 (presentada en la Convenció de Belem do Pará de 1994), no totes les províncies argentines han promulgat reglaments per a la seva aplicació. Malgrat la creació el 1985 del Departament de Dones sota els auspicis de l'Oficina del President, encara no s'han establert delegacions provincials o seccions de dones a tot el país.

## Argentines destacades

### Activistes
- Aída Kancepolski
- Alicia Moreau de Justo
- Ángela Auad
- Azucena Villaflor
- Carolina Muzzilli
- Cecilia Grierson
- Celina Kofman
- Diana Sacayán
- Evangelina Carrozzo
- Hebe de Bonafini
- Hilda Herzer
- Irma Arguello
- Julieta Lanteri
- Lola Aronovich
- Manuela Rosas
- María Ponce de Bianco
- Maria Verónica Reina
- Mercedes Sosa
- Moira Millán
- Myriam Bregman
- Natty Hollmann
- Nydia Lamarque
- Patricia Ocampo
- Petrona Eyle
- Raquel Gvirtz
- Rosa Chiquichano
- Sandra Chagas
- Sofia Gatica
- Victoria Villarruel
- Vilma Ripoll

### Actrius
- Ada Cornaro
- Ada Falcón
- Albertina Carri
- Ana Arneodo
- Ana Casares
- Ana Katz
- Andrea Galante
- Ángeles Balbiani
- Antonella Costa
- Antonia Herrero
- Betiana Blum
- Carmen Lamas
- Carolina Kopelioff
- Celeste Cid
- Claudia Ciardone
- Claudia Fontán
- Delia Garcés
- Dora Baret
- Elsa Bloise
- Elsa Daniel
- Esther Goris
- Eva De Dominici
- Fabiana García Lago
- Gabriela Flores
- Gachi Ferrari
- Graciana Chironi
- Irma Córdoba
- Jorgelina Aruzzi
- Julieta Díaz
- Leticia Brédice
- Luisina Brando
- María Del Cerro
- María Rosa Gallo
- Mariana Esnoz
- Maruja Bustamante
- Milagros Flores
- Mirta Busnelli
- Mónica Galán
- Nacha Guevara
- Nadia Di Cello
- Nanci Guerrero
- Norma Argentina
- Paola Barrientos
- Paola Krum
- Patricia Dal
- Pola Alonso
- Romina Gaetani
- Rosario Bléfari
- Sabrina Garciarena
- Teddie Gerard
- Valeria Baroni
- Valeria Bertuccelli
- Valeria Díaz
- Vanesa González
- Vera Fogwill
- Vilma Ferrán
- Virginia da Cunha

### Advocades
- Ana Arzoumanian
- Carmen Argibay
- Cristina Mucci
- Diana Conti
- Diana Graciela Goral
- Elsa Kelly
- Gloria Lisé
- Lía Fabiola Bianco
- Margarita Argúas
- María Angélica Barreda
- María José Lubertino
- Maria Teresa Barrios
- Mariana Casas
- Myriam Bregman
- Nilda Garré
- Nínawa Daher
- Nora Ginzburg
- Rosana Bertone
- Silvia Correale

### Artistes
- Agustina Vivero
- Agustina Woodgate
- Alicia Cazzaniga
- Alicia Penalba
- Amalia Pica
- Anahí Ballent
- Analia Saban
- Carmen Córdova
- Diana Agrest
- Dina Bursztyn
- Eliana Bórmida
- Elizabeth Eichhorn
- Emilia Bertolé
- Eugenia Belin Sarmiento
- Fenia Chertkoff
- Gabriela Golder
- Graciela Gutiérrez Marx
- Isabel Iacona
- Juana Lumerman
- Julia Wernicke
- Kris Niklison
- Lea Lublin
- Leonor Fini
- Lidy Prati
- Liliana Maresca
- Lola Mora
- Magda Frank
- María Victoria Besonías
- Matilde Díaz Vélez
- Mika Rottenberg
- Mónica Bertolino
- Mónica Weiss
- Naomi Preizler
- Nelda Ramos
- Noemí Escandell
- Noemí Gerstein
- Norma Bessouet
- Raquel Forner
- Raquel Partnoy
- Rebeca Mendoza
- Romina Ressia
- Sarah Grilo
- Silvia Levenson

### Ballarines
- Adabel Guerrero
- Agustina Cherri
- Beba Bidart
- Belén Estévez
- Cachita Galán
- Candelaria Molfese
- Carmencita Calderón
- Carolina Agüero
- Claudia Ciardone
- Didi Carli
- Elena Bozán
- Eleonora Cassano
- Erica Cornejo
- Esmeralda Agoglia
- Estefanía Bacca
- Fanny Loy
- Jésica Cirio
- Lida Martinoli
- Lilián del Río
- Liliana Merlo
- María Amuchástegui
- María Armand
- María Fux
- Mariana Montes
- Mía Maestro
- Moria Casán
- Nacha Guevara
- Natalia Magnicaballi
- Nelida Lobato
- Noelia Marzol
- Noemi Lapzeson
- Norma Fontenla
- Olga Ferri
- Paloma Herrera
- Patricia Dal
- Susana Miller
- Teddie Gerard
- Tulia Ciámpoli
- Valeria Baroni
- Zaima Beleño

### Cantants
- Adabel Guerrero
- Amanda Ledesma
- Amelita Baltar
- Ángeles Balbiani
- Azucena Maizani
- Beba Bidart
- Bernarda Fink
- Brenda Gandini
- Cachita Galán
- Candelaria Molfese
- Carla Borghetti
- Celeste Carballo
- Celeste Cid
- Chola Luna
- Claudia Brant
- Daniela Anahí Bessia
- Daniela Herrero
- Daniela Mack
- Eladia Blázquez
- Emilia Mernes
- Érica García
- Florencia Bertotti
- Ginamaría Hidalgo
- Hilda Lizarazu
- Jazmín Beccar Varela
- Jimena Fama
- Juana Molina
- Juanita Larrauri
- Laura Natalia Esquivel
- Libertad Lamarque
- Lidia Borda
- Luisana Lopilato
- Marcela Kloosterboer
- Marcela Morelo
- María Cristina Kiehr
- María Del Cerro
- Mariana Esnoz
- Mariana Fabbiani
- Mariela Montero
- Marilina Bertoldi
- Mercedes Lambre
- Milagros Flores
- Nadia Di Cello
- Natali Castillo
- Natalia Doco
- Perla Cristal
- Rita Montero
- Rocío Igarzábal
- Rosario Bléfari
- Rosita Contreras
- Sandra Mihanovich
- Teddie Gerard
- Tita Merello
- Topacio Fresh
- Valeria Gastaldi
- Valeria Lynch
- Vanesa Gabriela Leiro
- Victoria Maurette
- Virginia da Cunha
- Virginia Luque
- Yamila Cafrune
- Zaima Beleño

### Científiques
- Alcira Argumedo
- Alicia Lourteig
- Andrea Gamarnik
- Carmen Lelia Cristóbal
- Cleofé Calderón
- Delia Abbiatti
- Edda Adler
- Irene Bernasconi
- Jennie Howard
- Karen Hallberg
- Margrete Heiberg Bose
- María Elena Galiano
- María Fernanda Beigel
- Mónica Fein
- Nélida María Bacigalupo
- Nidia Morrell
- Rachel Chan
- Romina Goldszmid
- Silvia Braslavsky
- Silvia Gold
- Sonia Álvarez Leguizamón
- Susana Beatriz Decibe
- Vanesa Gottifredi
- Veronica Dahl
- Viviana Alder

### Comediants
- Bárbara Torres
- Florencia Peña
- Juana Molina
- Lizy Tagliani
- Malena Pichot
- Niní Marshall

### Diplomàtiques
- Alicia Castro
- Elena Holmberg
- Elsa Kelly
- María Perceval
- Nilda Garré

### Directores de cinema
- Albertina Carri
- Carmen Guarini
- Celina Murga
- Cristina Kotz Cornejo
- Daniela Fejerman
- Jana Boková
- Laura Citarella
- Lucrecia Martel
- María Luisa Bemberg
- María Teresa Costantini
- Mariel Maciá
- Sandra Gugliotta
- Susana Blaustein Muñoz
- Vera Fogwill
- Verónica Chen

### Empresàries
- Christina Onassis
- Cris Morena
- Ernestina Herrera de Noble
- Gabriela Sabatini
- Juliana Awada
- Karina Rabolini
- Laura Catena
- Silvina Moschini
- Viviana Zocco
- Ximena Caminos

### Escriptores
- Alicia Kozameh
- Ana Gloria Moya
- Angélica Gorodischer
- Beatriz Guido
- Clara Obligado
- Claudia Piñeiro
- Eduarda Mansilla
- Elvira Orphée
- Flavia Company
- Inés Fernández Moreno
- Liliana Bodoc
- Luisa Futoransky
- Manuela Fingueret
- Marcela Iacub
- María Esther de Miguel
- Martha Mercader
- Moira Millán
- Norah Lange
- Selva Almada
- Silvina Bullrich
- Sylvia Iparraguirre
- Syria Poletti
- Tununa Mercado

### Esportistes
- Aldana Carraro
- Alicia Barrancos
- Alicia Kaufmanas
- Ana Destéfano
- Ana María Fontán
- Andrea Berrino
- Andrea Giordano
- Ayelen Martinez
- Camila Ayala
- Carolina Birkner
- Carolina Luján
- Claudia Bellotto
- Daiana Ocampo
- Dora Trepat de Navarro
- Elisa Maggiolo
- Evelia Farina
- Gabriela Angaut
- Georgina Bardach
- Geraldina Bobbio
- Griselda González
- Irene Fitzner
- Jacquelina Alvarez
- Magdalena Birkner
- Magdalena Saint Antonin
- Marcela Cristina Gomes
- Margarita Formeiro
- Maria Carla Alvarez
- Maribel Aguirre
- Martina Dominici
- Romina Plataroti
- Rosa Godoy
- Salomé Báncora
- Sandra Ambrosio
- Valentina Aracil
- Valeria Álvarez
- Valeria Pereyra
- Verónica Páez
- Virginia Bardach
- Viviana Chávez

### Físiques
- Gabriela González
- Gloria Dubner
- Hilda Cerdeira
- Leticia Cugliandolo
- Margrete Heiberg Bose
- Mariana Weissmann

### Historiadores
- Alicia Daneri
- Andrea Giunta
- Clara Lida
- Dora Barrancos
- Lily Sosa de Newton
- Maria Sonia Cristoff
- Patricia Pasquali
- Perla Fuscaldo
- Sonia Berjman

### Jutgesses
- Alejandra Rodenas
- Carmen Argibay
- Cristina Garros Martínez
- Elena Highton de Nolasco
- Elsa Kelly
- Margarita Argúas
- María José Sarmiento
- María Romilda Servini
- Silvia Fernández de Gurmendi

### Matemàtiques
- Alicia Dickenstein
- Claudia Sagastizábal
- Cora Ratto de Sadosky
- Cora Sadosky
- Graciela Boente
- Magdalena Mouján
- Marta Bunge
- Patricia Fauring
- Sonia Natale
- Cecilia Berdichevski

### Metgesses
- Alicia Moreau de Justo
- Ana María Zeno
- Cecilia Grierson
- Haide Giri
- Julia Polak
- Julieta Lanteri
- Mabel Bianco
- María Teresa Ferrari
- Matilde Menéndez
- Paula Pareto
- Petrona Eyle
- Primarosa Chieri
- Silvia Quintela
- Teresa Ratto

### Models
- Adabel Guerrero
- Agustina Cherri
- Alexandra Larsson
- Ángeles Balbiani
- Araceli González
- Brenda Gandini
- Camila Bordonaba
- Cecilia Galliano
- Charlotte Caniggia
- Claudia Albertario
- Claudia Ciardone
- Daniela Anahí Bessia
- Dorismar
- Emilia Mernes
- Estefanía Bacca
- Eva De Dominici
- Evangelina Carrozzo
- Flo Gennaro
- Gachi Ferrari
- Gimena Accardi
- Giselle Gómez Rolón
- Graciela Alfano
- Jésica Cirio
- Jorgelina Aranda
- Karina Jelinek
- Lali Espósito
- Luisana Lopilato
- Luján Fernández
- Macarena Achaga
- María Del Cerro
- Mariana Fabbiani
- Marina Blumenthal
- Martina Klein
- Mica Argañaraz
- Natty Hollmann
- Norma Cappagli
- Pamela David
- Paula Chaves
- Rocío Guirao Díaz
- Romina Lanaro
- Sabrina Garciarena
- Silvana Carsetti
- Silvina Luna
- Solange Gómez
- Tatiana Cotliar
- Valentina Ferrer
- Valeria Archimó
- Yamila Diaz-Rahi

### Periodistes
- Ana Baron
- Betty Elizalde
- Carolina Muzzilli
- Cora Cané
- Cristina Mucci
- Emma Barrandeguy
- Estela Canto
- Florencia Abbate
- Gabriela Cerruti
- Ilse Fuskova
- Juana Bignozzi
- Lana Montalban
- Leila Guerriero
- Luciana Geuna
- Luisa Futoransky
- Manuela Fingueret
- Mariana Enríquez
- Mariló López Garrido
- Matilde Herrera
- Mónica Gutiérrez
- Nadia Fink
- Nínawa Daher
- Norma Morandini
- Patrícia Gabancho
- Romina Malaspina
- Ruth Infarinato
- Sara Gallardo
- Silvina Chediek
- Viviana Gorbato

### Pianistes
- Cecilia Pillado
- Cristina Filoso
- Eva Limiñana
- Ingrid Fliter
- Martha Argerich
- Mónica Cosachov
- Natalia Grima
- Nelly Vuksic
- Paula Nenette Pepin
- Pía Sebastiani
- Silvia Roederer
- Sylvia Kersenbaum

### Poetes
- Ada María Elflein
- Agustina Andrade
- Alicia Borinsky
- Alicia Eguren
- Alicia Kozameh
- Amelia Biagioni
- Ana Arzoumanian
- Ana Emilia Lahitte
- Celia Correas de Zapata
- Delfina Bunge
- Delfina Molina y Vedia
- Diana Bellessi
- Emma Barrandeguy
- Emma de Cartosio
- Florencia Abbate
- Gloria Alcorta
- Ivonne Bordelois
- Juana Bignozzi
- Liliana Díaz Mindurry
- Lola Arias
- Luisa Futoransky
- Manuela Fingueret
- María Luisa Carnelli
- María Negroni
- Matilde Herrera
- Norah Lange
- Rosita Melo
- Selva Almada
- Silvina Ocampo
- Susana Calandrelli
- Vicenta Castro Cambón

### Polítiques
- Ada Maza
- Alicia Azula
- Alicia Mastandrea
- Ana Corradi
- Anabel Fernández Sagasti
- Analuz Carol
- Angélica Lagunas
- Arabela Carreras
- Cecelia Felgueras
- Celia Argumedo
- Cintia Frencia
- Cristina Cremer de Busti
- Cynthia Hotton
- Daiana Hissa
- Diana Maffía
- Dora Barrancos
- Elena Corregido
- Elena Di Girolamo
- Encarnación Ezcurra
- Esther Norma Arrostito
- Fanny Edelman
- Gabriela Arroyo
- Gabriela Cerrano
- Gabriela Jorge
- Generosa Aguilar
- Haide Giri
- Hilda Nélida Castañeira
- Isabel Martínez de Perón
- Josefa Biondi
- Josefa Brigada
- Judith Elida Acuña
- Macarena Escudero
- María Colombo de Acevedo
- María Eugenia Estenssoro
- María José Bongiorno
- María Rosa Díaz
- Martha Mercader
- Matilde Menéndez
- Mercedes Marcó del Pont
- Mirian Curletti
- Norma Colpari
- Norma Durango
- Ofelia Fernández
- Sonia Escudero
- Verónica Magario
- Victoria Montenegro